# Cazillac
Cazillac är en kommun i departementet Lot i regionen Occitanien i södra Frankrike. Kommunen ligger i kantonen Martel som tillhör arrondissementet Gourdon. År 2018 hade Cazillac 423 invånare.

## Befolkningsutveckling
Antalet invånare i kommunen Cazillac
| Referens: INSEE |